# Green Goblin

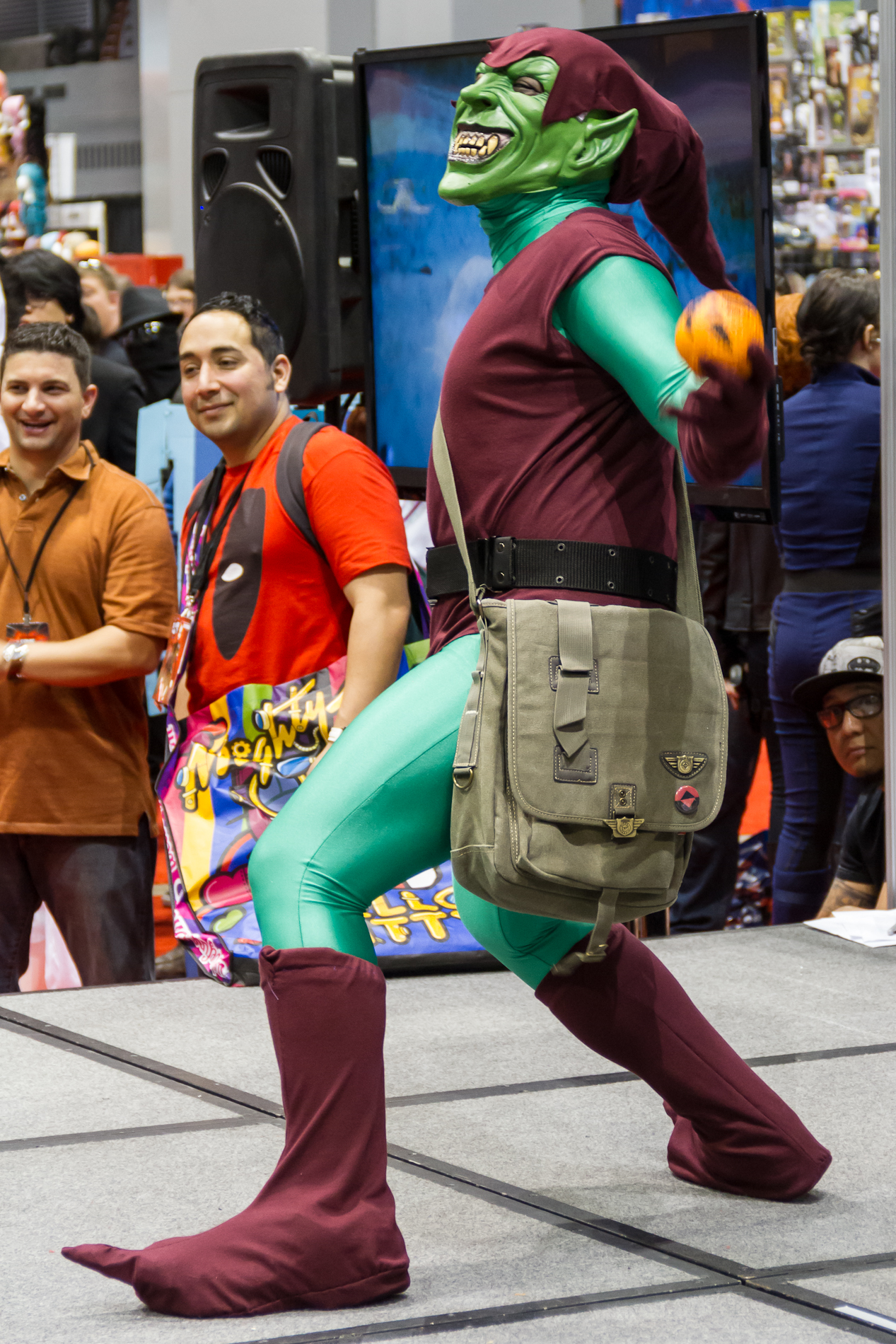
Green Goblin ztvárněný podle komiksové předlohy na fanouškovské akci.

Green Goblin je jedna ze záporných postav v komiksech o Spider-manovi. Vytvořili ho Stan Lee a Steve Ditko se svým týmem. Poprvé se objevil ve čtrnáctém díle Spidermana. Časopis Wizard ho určil jako 19. nejhoršího padoucha, zároveň je 27. nejlepší komiksovou postavou. Původně se pod maskou skrýval Norman Osborn. Ten zasadil Spider-manovi několik těžkých ran (dokonce odhalil Spider-manovu identitu) a při jednom souboji se sám zabil. 

## Informace o postavě
- Jméno: Green Goblin
- Rodné jméno: Norman Osborn, Harry Osborn
- Vznik: Záměrná mutace
- Dovednosti: Nadlidská síla, regenerace, obratnost, díky kluzáku i schopnost létat
- Motivy: Pomsta, Šílenství
- Nepřítel: Spider-Man

## Minulost
Původně to měl být egyptský démon, ale Stan Lee změnil jeho identitu na podnikatele Normana Osborna,  otce a Harryho Osborna, který byl nejlepším přítelem Petera Parkera. Norman získal své schopnosti, když se nechal po zániku OSCORP proměnit v superčlověka pomocí radioaktivního plynu. Plyn ho ale přemohl a udělal z něj naprostého šílence. Přijal jméno Goblin, protože této nestvůry se nejvíce bál.  Později zjistí, že Spider-man je Peter Parker a začíná útočit na jeho blízké. Při souboji ztratí paměť, ale jeho záporácká identita se opět probudí a paměť se mu vrací. Zaútočí na Spider-mana,  avšak ten mu unikná. Goblin unáší jeho přítelkyni Gwen a nakonec je hází z mostu. Spider-man se ji pokusí zachytit pavučinou, Gwen ovšem stejně umírá. Při vzájemném boji se Goblin zdánlivě zabije, když připraví past. Odhalí svou identitu a za záda Spider-mana připraví svůj kluzák. Spider-man uhýbá a kluzák trefuje Green Goblina. Goblin je později nahrazen různými "imitátory" jako je například Hobgoblin. Identitu Green Goblina později převzal Normanův syn Harry, který se dostal do problémů se drogami. Norman sám byl později oživen a stal se vůdcem Dark Avengers. 

## Schopnosti a výbava
Norman Osborn je velmi inteligentní člověk, a proto si své pomůcky dokáže vyrábět sám. Díky svému kluzáku dokáže létat až do vysokých budov. Často používá bomby ve tvaru dýně, které mají různé schopnosti. Mohou vyhodit do povětří vysokou budovu, nebo otrávit velkou skupinu lidí pomocí toxinů (toxin strachu, paralyzující toxin). Dokáže zatopit i Spider-manovi, protože jeho toxin může oslabit jeho pavoučí smysl. 
Často Spider-mana překvapí novou vychytávkou, a to právě díky jeho výjimečné inteligenci. Vyzná se v chemii, mechanice a mnoha dalších oborech. Nosí silný exoskelet s ďábelskou maskou. Má vylepšenou sílu, regeneraci a reflexy. Kvůli svému šílenství je velmi nepředvídatelný, což je ovšem i jeho slabina. Jeho vychytávky jsou většinou spojeny s halloweenskou tematikou (např. bomby ve tvaru dýně). Za opaskem nosí pytel překvapení, ze kterého Goblin často vytahuje nepříjemná překvapení. 
Má i méně obvyklé dovednosti např. střílení laserových paprsků z prstů.